# Jiří Stránský (politik)
Jiří Stránský (* 21. března 1956 Moravská Třebová) je český muzejník a bývalý politik, po sametové revoluci československý poslanec Sněmovny lidu Federálního shromáždění za Občanskou demokratickou stranu.

## Biografie
Patřil k zakládajícím členům ODS. Ustavující kongres ODS v roce 1991 ho zvolil do výkonné rady strany. V této funkci ho potvrdil i 1. kongres ODS v listopadu 1991. Ve volbách roku 1992 byl zvolen za ODS, respektive za koalici ODS-KDS, do Sněmovny lidu (volební obvod Jihomoravský kraj). Ve Federálním shromáždění setrval do zániku Československa v prosinci 1992.
V komunálních volbách roku 2006 a v komunálních volbách roku 2010 kandidoval jako bezpartijní do zastupitelstva města Kroměříž na kandidátní listině KDU-ČSL, v obou případech nebyl zvolen a skončil jako první náhradník. V roce 2007 byl omylem zmíněn přímo jako člen KDU-ČSL. Profesně se uvádí jako ředitel Muzea Kroměřížska.
Od roku 1996 do roku 2020 působil jako muzeolog a ředitel Muzea Kroměřížska.